# Žitná-Radiša
Žitná-Radiša (Hongaars: Búzásradosa) is een Slowaakse gemeente in de regio Trenčín, en maakt deel uit van het district Bánovce nad Bebravou.
Žitná-Radiša telt 464 inwoners.